# Bandera-Lesungen

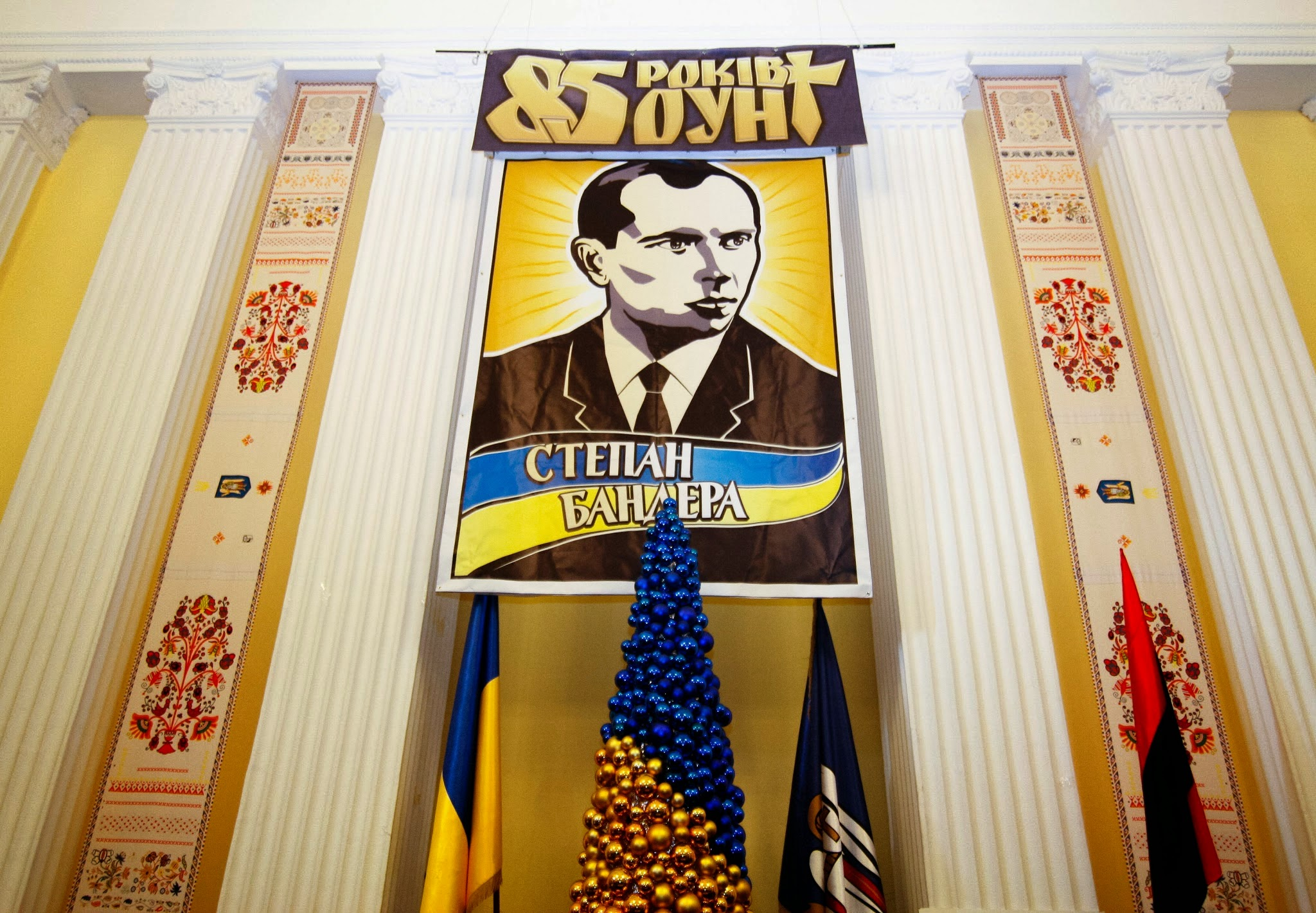
Bandera-Lesungen, Stadtverwaltung Kiew (1. Februar 2014)

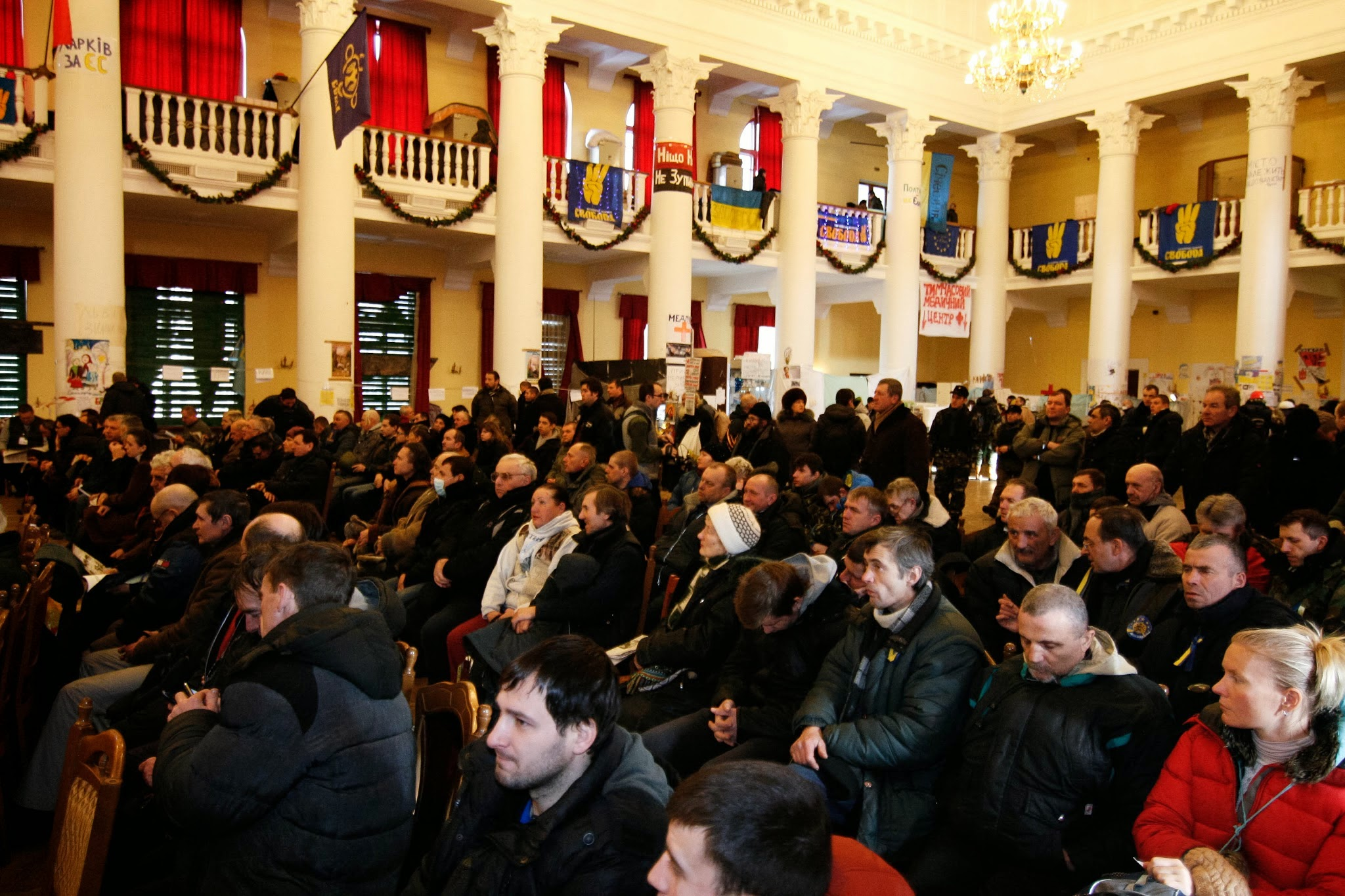
Während der ersten Bandera-Lesung in der Aula des Kiewer Stadtverwaltung (1. Februar 2014)

Die Bandera-Lesungen (ukrainisch Бандерівські читання Banderiwski Tschytannja; englisch Bandera Readings) in Kiew, benannt nach dem nationalistischen ukrainischen Politiker Stepan Bandera, sind eine ab 2014 jährlich an einem Tag Ende Januar/Anfang Februar in einem großen Rahmen stattfindende Veranstaltungsreihe, die vom Ukrainischen Zentrum für Strategische Studien (Українські студії стратегічних досліджень Ukrajinski studiji stratehitschnych doslidschen), einer nichtstaatlichen Denkfabrik, organisiert wird, um nach Angaben des Veranstalters die Grundlagen des modernen ukrainischen Nationalismus zu schaffen und eine Strategie für den ukrainischen Staat zu entwickeln, mit der er auf die Herausforderungen der Globalisierung reagieren kann.

## Die erste Ausgabe (2014)
Die ersten Lesungen fanden am 1. Februar 2014 anlässlich des 85. Jahrestages der Organisation Ukrainischer Nationalisten in der Kiewer Stadtverwaltung statt. Ziel war es, in der zeitgleich ihren Höhepunkt erreichenden Euromaidan-Bewegung an Einfluss zu gewinnen, da zentrale Personen dieser Bewegung Bandera ablehnten. Die versammelten Nationalisten betonen daher Banderas Ansichten, dass es bei einer Nationalrevolution nicht nur um Widerstand gegen das bestehende System gehen dürfe, sondern auch um eine komplette Veränderung dieses Systems. Sie waren bemüht, Bandera auf diesem Weg zu einer Integrationsfigur der Revolution zu machen.

## Die zweite Ausgabe (2015)
Die zweiten Lesungen wurden am 2. Februar 2015 abgehalten und zielten darauf ab, den Aufbau eines Nationalstaates zu betonen, da nur dieser zu einer Reaktion auf die ständige Bedrohung durch Russland in der Lage sei. Zum Zeitpunkt der Lesungen gab es neue Kampfhandlungen in der Ostukraine. Laut Veranstaltungstitel war es zudem Ziel, die Rolle der Ukraine im 21. Jahrhundert zu definieren. In den Beiträgen ging es insbesondere um die Definition des ukrainischen Nationalismus und seine Verortung im 21. Jahrhundert, aber auch um die russische Annexion der Krim 2014 oder das als neoimperialistisch beschriebene Konzept der Russki Mir.

## Die dritte Ausgabe (2016)
Für die dritte Veranstaltungsreihe am 3. Februar 2016 wählte man den Titel Die Vision des ukrainischen Staates in der Ideologie des ukrainischen Nationalismus (Візія Української держави в ідеології українського націоналізму). Sie fand im Haus des Lehrers in Kiew statt. Erinnert wurde hier sowohl an den 25. Jahrestag der Unabhängigkeit der Ukraine als auch an den 75. Jahrestag der Wiederherstellung der ukrainischen Staatlichkeit. Diese erfolgte während der Besetzung der Westukraine durch die deutsche Wehrmacht und war von antijüdischen Pogromen wie den Massenmorden in Lemberg im Sommer 1941 geprägt (siehe auch Geschichte der Ukraine während des Zweiten Weltkriegs). Betont wurde, dass man als (flächenmäßig) größtes Land Europas eine angemessene geopolitische Rolle anstreben solle, die nur durch eine Hinwendung zum Nationalismus erreicht werden könne.

## Die vierte Ausgabe (2017)
Die vierte Veranstaltungsreihe trug den Titel Wie man die ukrainische Nationalrevolution vollendet (Як завершити українську національну революцію). Gewidmet wurden die Lesungen dem 100. Jahrestag der Ukrainischen Revolution, die im Jahr 1917 begann (siehe Ukrainische Volksrepublik), sowie dem 75. Jahrestag Ukrainischen Aufständischen Armee. Sie fanden am 2. Februar 2017 erneut im Haus des Lehrers in Kiew statt. Mehrere der Redebeiträge forderten eine antioligarchische Ausrichtung der Ukraine und warnten davor, dass die Ukraine in eine „postkoloniale Falle“ tappen könne, da es bereits „neokoloniale“ Tendenzen gäbe. Die Rolle der Ukrainisch-Orthodoxe Kirche Moskauer Patriarchats wurde als Bedrohung für die nationale Sicherheit des ukrainischen Staates kritisiert. Hauptthemen blieben aber die Nationalrevolution, Nationalismus in Zeiten des Globalismus und ihre Geschichte sowie der aktuelle Krieg im Donbas.

## Die fünfte Ausgabe (2018)
Die fünften Bandera-Lesungen wurden am 9. Februar 2018 im Sitzungssaal der Kiewer Stadtverwaltung abgehalten und konzentrierten sich auf geopolitische Themen. Sie standen unter dem Titel: Mission der Ukraine und nationale Interessen in der globalisierten Welt: Vision der Nationalisten (Місія України та національні інтереси в глобалізованому світі: візія націоналістів). Der Fokus der Beiträge lag hierbei auf der Außenpolitik der Ukraine, insbesondere der Aktivität in Afrika und dem Verhältnis zu den Nachbarstaaten sowie verschiedenen Staatenbunden. Die Zusammenarbeit mit Nationalisten anderer Länder wurde ebenfalls thematisiert.

## Die sechste Ausgabe (2019)
Am 1. Februar 2019 fanden die sechsten Bandera-Lesungen statt. Der Titel der Veranstaltungen im Sitzungssaal der Kiewer Stadtverwaltung lautete Wirtschaftlicher Nationalismus und soziale Gerechtigkeit (Економічний націоналізм та соціальна справедливість). In den Beiträgen ging es um erfolgreiche Vorbilder von wirtschaftlichem Nationalismus, wofür man etwa in einem Vortrag die Wirtschaftspolitik von Mustafa Kemal Atatürk, Paul Kagame oder auch Charles de Gaulle, aber auch von Diktatoren wie Ioannis Metaxas oder António de Oliveira Salazar vorstellte. Abgehandelt wurden zudem Themen wie Neoliberalismus, Oligarchen in der Ukraine, Verstaatlichung von Unternehmen oder auch die Einwanderungspolitik der Ukraine. Zudem durften verschiedene nationalistische Bürgermeister aus der Ukraine – allesamt Mitglieder der Swoboda – ihre Stadtpolitik vorstellen.

## Die siebte Ausgabe (2020)
„Nationalismus vs. Globalismus: Neue Herausforderungen“ (Націоналізм VS глобалізм: нові виклики) lautete der Titel der siebten Bandera-Lesungen am 8. Februar 2020 im Sitzungssaal des Kiewer Stadtrats. Thematisiert wurden Aspekte der Globalisierung wie der steigende Einfluss der englischen Sprache, der als „Anglobarbarisierung“ bezeichnet wurde, die Bedeutung der Ressourcen der Ukraine, die Rolle von Ökologie, Religion, hybrider Kriegsführung oder auch künstlicher Intelligenz im 21. Jahrhundert, die Rolle des Nationalstaats. Vereinzelt gab es auch geschichtliche Themen wie den Widerstand gegen die Sowjetunion in der Oblast Saporischschja in den 1950er Jahren. Eine der Einführungsreden trug den Titel „Kriege werden nicht durch Toleranz gewonnen. Nationalismus ist unsere Zukunft!“ (Війни не виграють толерантністю. У націоналізмі — наше майбутнє!).

## Die achte Ausgabe (2021)
Am 30. Januar 2021 fanden die Bandera-Lesungen im Informations- und Ausstellungszentrum des Maidan-Museums unter dem Titel „Ukrainischer Nationalismus in der modernen ideologischen Konfrontation“ (Український націоналізм в сучасному ідеологічному протистоянні) statt. Sie galt als „die größte intellektuelle nationalistische Veranstaltung in der Ukraine“. Zu den Rednern zählt der als Chefideologe der Asow-Bewegung geltende Mykola Krawtschenko. In den Beiträgen wurde unter anderem vor der „roten Bedrohung aus dem Westen“ gewarnt, Populismus als geeignetes Mittel des Nationalismus dargestellt, das Wort „Menschenrechte“ als Deckmantel für „Aggressionen der linksliberalen Eliten“ gebrandmarkt, verschiedene Wirtschaftsreformen analysiert oder auch ein Konzept der mehrstufigen „verdienten Staatsbürgerschaft“ vorgestellt.

## Die neunte Ausgabe (2022)
Unter dem Titel „Die Ideenwelt von Stepan Bandera und die Herausforderungen des 21. Jahrhunderts“ (Світ ідей Степана Бандери та виклики XXI століття) kam es am 5. Februar 2022 im Informations- und Ausstellungszentrum des Maidan-Museums zu den neunten Bandera-Lesungen. Erneut war die Sicherheitslage angespannt und an der Grenze zur Ukraine waren hunderttausende russische Soldaten aufmarschiert, die wenige Tage später zum Angriff auf die Ukraine übergingen. In seiner Eröffnungsrede äußerte Jurij Syrotjuk unter anderem, dass der „Moskauer Imperialismus“ zerstört werden müsse. In den Vorträgen und Diskussionsrunden ging es erneut um Themen wie „Nationalismus im 21. Jahrhundert“ und Globalisierung, aber auch um die Einflussnahme auf das Bildungssystem, das im „linksliberalen Würgegriff“ sei, und die Erlangung von Wahlsiegen, um die eigenen Ideen umsetzen zu können.
An einer Podiumsdiskussionsrunde zum Thema Aufgaben und Tätigkeitsformen der nationalistischen Bewegung: Herausforderungen und Antworten nahmen Andrij Mochnik von der rechtsradikalen Allukrainischen Vereinigung „Swoboda“, Andrij Tarasenko von der rechtsextremen „Prawyj Sektor“-Organisation und Jewhen Karas, Anführer der ukrainischen Neonazi-Bewegung „S14“, teil. Sie diskutierten darüber, wie man nationalistische Bewegungen aufbaue. In diesem Rahmen äußerte Karas, dass der Weg des Euromaidan nicht zur europäischen Integration führen werde, sondern dass die Ukraine nur benutzt werde, um die Aufgaben des Westens zu erfüllen. Deshalb sei es gut, dass die europäischen Flaggen von 2014 wieder verschwunden seien. Zudem erklärte er, dass es den Nationalisten gelungen sei, die Kontrolle über die Proteste zu erlangen. Man erhalte nur deshalb Waffen, damit man diese in den Nachbarländern einsetze, wozu die ukrainischen Nationalisten auch dazu bereit wären, behauptete er weiter. Er bezeichnete die Ukraine als Flaggschiff einer informellen Allianz zwischen Großbritannien, Polen und der Türkei, die zu diesem Zeitpunkt alle von konservativen Parteien regiert wurden. Er äußerte, dass die Ukraine bereits die meisten Javelins Europas (nach Großbritannien) besitze und dass auch andere Länder Europas die ukrainischen Nationalisten fürchten lernen würden, sobald Russland besiegt sei oder dieses in Teilstaaten zerfalle.